# Острова Світлана Василівна
Світлана Василівна Острова́ (народилася 28 лютого 1961 в Києві) — українська композиторка, педагогиня, авторка нотних видань і науково-методичних праць, музична керівниця, концертуюча органістка, хормейстерка, лауреатка вокально-педагогічних конкурсів імені І. Козловського і К. Стеценка, лауреатка Всеукраїнських конкурсів композиторів, Заслужений діяч мистецтв України. Членкиня Національної спілки композиторів України. 
Учасниця міжнародних музичних фестивалів. Музика композиторки входить до фондових записів українського радіо, звучить в Україні та за її межами в авторському виконанні та у виконанні інших колективів і митців. Викладачка музичних дисциплін. Виконавиця, яка репрезентує сучасну композиторську та органну школи України. Окрім того, захоплюється фотомистецтвом, подорожами, плаванням. З відзнакою закінчила курс архітектурного креслення.
Донька фотохудожника Василя Острового.

## Дитинство
Народилася у Києві. Раннє дитинство пройшло на Полтавщині, де жили її предки. Потяг до музичної імпровізації відчула в 4 роки, а у 8 років написала свої перші п'єси для фортепіано та у віці 10 років - для органу й хору. Вибір своїх майбутніх професій здійснила ще в 10-річному віці. Закінчила Київську дитячу музичну школу №32 по класу фортепіано.

## Освіта
Закінчила з відзнакою:
- Київське державне вище музичне училище імені Рейнгольда Морисовича Глієра (клас хорового диригування)
- Київську державну консерваторію (нині академію) імені Петра Ілліча Чайковського (класи композиції та органу)

Серед педагогів Світлани Острової були диригенти В. Ф. Конощенко, В. Р. Лисенко, композитори Р. І. Верещагін, Я.Н. Лапінський, колишня деканеса композиторського факультету О. І. Малозьомова, органістка Г. В. Булибенко, викладачі з фахових дисциплін Ю. К. Федякіна, М. М. Скорик, В. Н. Золочевський, В. М. Кучеров, Г. І. Ляшенко.

## Концертна й педагогічна діяльність
Під час навчання Світлана займалась інтенсивною концертною діяльністю, організовувала класи композиції і диригування в дитячих музичних школах. У музичній школі с. Мар’янівка Київської обл., організованій і опікуваній І. С. Козловським, керувала вокальним ансамблем хормейстерів «Щедрівочка». З цим колективом, а також з дитячим хором брала участь у спільних з І. С. Козловським концертах у Москві, у яких окрім класичної музики звучали і її власні композиції. 
Після закінчення консерваторії очолила спеціалізований відділ композиторської творчості ДМШ №3 імені В. С. Косенка (м. Київ), працювала також старшою викладачкою композиції та імпровізації, диригування, інструментовки й читання партитур на кафедрі старовинної музики Національного університету культури й мистецтв. Викладала клас органу в Черкаському музичному училищі, працювала на музичному факультеті Чернівецького теологічного інституту. Підготувала багато лауретів Всеукраїнських та Міжнародних конкурсів композиторів. З 2003р. — старша викладачка Національної музичної академії України. Органне мистецтво складає вагому частку життя Світлани Острової. Концертує на органі як солістка чи в складі ансамблю. У свої концерти включає органну імпровізацію. Має також виступи на фортепіано і як диригентка-хормейстерка. Світлана є артисткою академічної муніципальної хорової капелли ім. П. Чубинського.
Окрім класичної західно-європейської музики значну увагу приділяє у своїй концертній практиці виконанню української музики, у тому числі й сучасних композиторів. Аранжирує різні твори для органа й для ансамблів, хорів та оркестрів. Як органістка, окрім Києва, виступає в самобутніх містах заходу України на історичних органах. Бере участь як композиторка й виконавиця в міжнародних музичних фестивалях. Узагалі виступи С. Острової відбулися в багатьох містах України; також в Естонії, Словенії, Німеччині та Росії . Творчі вечори композиторки пройшли в місті Києві: 22 березня 1996 р. в Національній музичній академії, 1 листопада — в Київському університеті культури і мистецтв; 3 травня 2005 р. — у будинку актора. 14 жовтня 2010 р. відбувся її ювілейний вечір у Національній музичній академії України, також 2 червня 2016 р. відбувся наступний ювілейний вечір у Національній спілці композиторів України.
Засновниця і художня керівниця першого в Україні Фестивалю української органної музики.

## Відгуки
В. Ф. Конощенко — Заслужений працівник культури і педагог:
| Світлана Василівна Острова-яскрава зірка на небосхилі музичної культури незалежної України, талановитий хормейстер і педагог. |
Г. В. Степанченко — Заслужений діяч мистецтв України, кандидат мистецтвознавства, заступник голови Київської організації Національної спілки композиторів України:
| С.В. Острова у своїй творчості гідно репрезентує сучасну композиторську та органну школи України. Її творчість різноманітна за жанрами. Вокально-хорові, оркестрові, органні, фортепіанні твори, обробки народних пісень Світлани Острової органічно ввійшли в сучасний світ музики. |
В. Н. Золочевський — доктор мистецтвознавства, професор:
| Музика Світлани Острової емоційна, глибоко духовна, вона має значний психологічний вплив і свідчить про наявність серйозного творчого потенціалу композитора. Автор досконало володіє ладом, гармонією і поліфонією. |
Я. Н. Лапинський — доцент НМАУ ім. П. І. Чайковського, композитор:
| Світлана одержує творчі одкровення і володіє сильною генетичною пам'яттю, яка дає їй змогу „копати“ глибинні пласти нашої прадавньої музичної культури. |
П. О. Андрійчук — диригент, професор, Заслужений працівник культури України:
| Світлана Острова — провідний спеціаліст, багатогранний музикант: натхненна виконавиця, досвідчений викладач, яскравий композитор, яка дуже рано відчула в собі творче дарування. Композитор спирається на глибинні витоки української народної та професійної музики, тонко відчуває її мелос. Нотна палітра С. Острової збагачення модальністю, народно-колоритними барвами, архаїкою, класико-романтичною основою, політональними гармоніями, багатоладовими структурами. |
Г. В. Булибенко — Заслужений діяч мистецтв України, органістка, професорка НМАУ ім. Чайковського:
| Світлана Острова, на жаль, одна з небагатьох українських композиторів, яка зрозуміла й гідно оцінила орган — цей унікальний інструмент. |
Г. І. Ляшенко — композитор, професор, Народний артист України:
| Творчість С. Острової є вагомим внеском у сучасне музичне мистецтво. Її твори мають глибоко національну основу, поєднану з елементами сучасного композиторського мислення, з рисами архаїки, неокласицизму. Також митець спирається на традиції європейської музики, подані крізь призму сучасного відчуття світу. Хотів би зазначити особливе світло, яке випромінюють майже всі її твори. |
О. І. Малозьомова — музикознавиця, професорка НМАУ ім. П. І. Чайковського:
| Світлана — прекрасна органістка й композиторка, яка по-справжньому віддана мистецькій справі. |
Т. В. Гусарчук — доктор мистецтвознавства, доцент, професор кафедри історії української музики та фольклористики НМАУ ім. П.І. Чайковського:
| Яскравою особливістю творчого портрету С. Острової є обдарованість у різних галузях музичного мистецтва: вона є талановитою органісткою, яке веде активну концертну діяльність, а також хормейстером, педагогом, композитором із широким жанровим спектром, де дуже яскраво проявляється в її творчості духовна домінанта. Творча діяльність С. Острової становить значний інтерес для дослідників української музики — як окремі твори, що заслуговують на детальний розгляд, так і творча особистість мисткині, як цілісне явище, адже вона цікава своєю змістовністю, духовністю спрямування, інтенсивністю та багатогранністю (окрім зазначеного вище, згадаємо ще й про захоплення композиторки художньою фотографією). |

## Виконання творів
Її музика також використовується в педагогічній практиці навчальних закладів, входить до фондових записів українського радіо, звучить в Україні та за її межами в авторському виконанні та у виконанні інших колективів і митців. Зокрема, її твори виконують:
- Київський муніципальний хор «Хрещатик» (кер. Л. Бухонська, П. Струць);
- Хор Українського радіо імені П. Майбороди (кер. В. Скоромний, Ю. Ткач);
- Чернігівський камерний хор імені Д. Бортнянського (кер. Л. Боднарук);
- Академічна хорова капела ім. Павла Чубинського (худ. кер. Д. Радик);
- Ансамбль класичної музики ім. Б. Лятошинського Національного будинку органної та камерної музики (худ. кер. В. Іконник-Захарченко);
- Національний ансамбль солістів «Київська камерата» (кер. В. Матюхін);
- Органістки Г. Булибенко, В. Гамазова, А. Мокрова;
- Співаки-солісти Т. Конощенко (соліст Баварської опери), С. Рожелюк (заслужений артист Молдови), київські співачки О. Шкурат, Т. Стефанишин, солісти ансамблю Б. Лятошинського  - О Чорнощоков, О. Шиналь, С Шаповал, вокальне тріо «Божа ружа» та ін.

## Нагороди
- 2019 - Почесна відзнака «За заслуги перед громадою» Бориспільської районної державної адміністрації та Бориспільської районної ради.

- 2019 - Указом президента України №834/2019 від 8 листопада 2019 року присвоєно почесне звання «Заслужений діяч мистецтв України».

## Список творів
Переважно створює органні і хорові композиції, духовну музику. Звертається до різних жанрів. Жанрові сфери: вокально-хорова та вокально -інструментальна, органна, фортепіанна музика, музика для дітей, оркестрові твори.

### Хорова та вокально-інструментальна музика
- пісні, хори a capella та з музичним супроводом (орган, фортепіано), 3 вокальні балади, «Віночок веснянок», «Віночок щедрівок», 2 ораторії на духовний сюжет, 2 хорових концерти (a capella) на сл. Г. Сковороди: «Пам’яті А. Веделя» і «Катарсис»;
- «Реквієм» (в 5 частинах) три версії: І — жіночий хор і орган, латинські канонічні тексти; II — жіночий хор і камерний оркестр — сл. Л. Костенко; III — жіночий хор, орган, трубчаті дзвони і струнний оркестр, латинські канонічні тексти і слова Л. Костенко;
- Два хорових концерти на сл. Г. Сковороди - «Пам'яті Артемія Веделя» і «Катарсис», псалми Давидові;
- «Різдвяна ода» для мішаного хору та симфонічного оркестру на народні слова;
- «Різдвяна концертна композиція» — для солістів, хорового ансамблю, фортепіано та спеціального інструментарію на біблійні та народні слова (7 частин);
- «Ой стуманились та дніпряні води» — дума в обробці для баса у супроводі фортепіано, (ІІ варіант — з оркестром народних інструментів);
- «Осінній вінок» — цикл з 5-ти солоспівів для сопрано і ф-но на сл. З. Дикої;
- «Шевченківські акварелі» — 7 творів для дівочого хору і вокального тріо a capella на слова Т. Г. Шевченка;
- «Ave, Maria» для жіночого хору, солістів і струнного оркестру;
- «Небесна рапсодія» для вокального ансамблю, фортепіано і органа;
- «Галицька рапсодія» для голосу, скрипки, валдайських дзвоників і органа;
- «Весняні етюди» для вокального ансамблю (сопрано, альти, тенори) і органа (триптих);
- «Безсмертя» - кантата для мішаного хору, солістів та камерного оркестру на слова М. Боровка.

### Органна музика
- п'єси: арія — присвята Й. С. Баху, «Фуга-жартинка», «Туман над озером», «Поетична замальовка», «За сонцем хмаронька пливе» (по Т. Г. Шевченко), «Лицо своё скрывает день» (по М. Ломоносову), «Лірницький кант», «Псалом надії», «Візантійський наспів», «Перед розп'яттям стою», «Laudate Domine», «Vox Celeste», поліфонічні п’єси і етюди для педалі соло та ін.;
- циклічні форми:  «Голгофа і Євхаристія» - диптих; «Данина старовині» (цикл прелюдій);
- великі форми: * «Чакона», «Пасакалія пам'яті старовинних майстрів», «Весна» (поема), «Симфонія творіння» (в 5-ти частинах);
- хоральні обробки та варіації;

### Фортепіанна музика
- п'єси, варіації, фортепіанні цикли: «Голоси природи», «Звукописи». Фуги в різних стильових ключах, «Фантазія», «Соната», дві українські рапсодії;

### Оркестрові твори
- кілька п'єс, концертне рондо («Скоморохи»), «Купальські сцени» (для симфонічного оркестру). «Євхаристія» (для струнного оркестру);

### Музика для дітей
- фортепіанні твори: «Дитячий альбом» — п'єси для фортепіано; «Прелюд», «Спить земля», «Зійшла зоря», «Експромт», «Осінній дощик»; варіації та ін.;
- органні твори: програмні і не програмні п'єси, «Поліфонічна мозаїка», фольклорні обробки, варіації, педальні мелодії (із збірки «Органні музика для дітей та молоді»);
- Пісні, хори;
- кілька оркестрових п'єс.

### Обробки українських народних пісень
- для різних виконавських складів (хорові, ансамблеві, інструментальні, в тому ж числі органні);

### Нотні видання
- Альбом I «Вокально-хорові твори» з серії «Світлана Острова та її вихованці — юні і молоді композитори» (2000 рік);
- Альбом II «Інструментальна музика» з серії «Світлана Острова та її вихованці — юні і молоді композитори» (2000 рік);
- «Осанна» — збірка авторських духовних творів для дитячих хорів у супроводі органу, фортепіано та без музичного супроводу (1999 рік);
- «Перед Твоїм престолом» — збірка авторських духовних хорових творів у супроводі органу, фортепіано, та a capella до 2000-річного ювілею християнства (2000 рік);
- «Від серця — до серця» збірка ліричних пісень та обробок українських народних пісень диригента та композитора В. Конощенка (2002 рік, посмертне видання);
- «Українська сучасна духовна музика для хорів a capella» (2007 рік);
- «Музика для органа» збірка I (авторські твори, 2007 рік);
- «Нотний альбом в стилі популярної музики або музика для душі», « 11 п'єс з Дитячого альбому» - юним піаністам та їх викладачам    (авторські твори,  2011 р.)
- «Безсмертя» - кантата для мішаного хору, солістів та камерного оркестру на слова М. Боровка (партитура, 2019 р.)

### Науково-методичні праці та навчально-методична література
- «Основи композиції та імпровізації» — авторський спецкурс для навчання студентів музичних вишів (1999 рік, факультет українського музичного мистецтва Національного Університету культури та мистецтв);
- «Основи композиції та імпровізації» — факультативний курс (аналогічно);
- Авторська навчальна програма з основ музичної композиції для шкіл естетичного виховання (1999 рік, Міністерство культури та мистецтв України);
- «Хорове сольфеджіо» для 5-7 класів ДМШ (триголосся) — навчальний посібник на вокально-теоретичній основі (2000 рік, Головне управління культури м. Києва);
- Авторські навчальні програми для учнів спеціалізованого відділу композиторської творчості: «Основи хорового письма», «Гармонія», «Інструментовка», «Аранжування», «Читання партитур» (2005 рік);
- «Читання партитур» (для студентів диригентсько-хорових факультетів музичних вишів, 2006 рік);
- «Основи хорового письма» (аналогічно, 2006 рік);
- «Практичний курс музичної імпровізації» (для виконавських факультетів музичних вишів, 2006 рік);
- «Органна імпровізація» (для студентів органного класу НМАУ имені П. І. Чайковського, 2008 рік);
- «Органна музика для дітей та молоді» — нотна авторська збірка, навчальний посібник для органістів- початківців середніх і вищих музичних учбових закладів ( 2012р.)

## Дискографія

### Відеодиски
- Авторський органний вечір С. Острової (Київ, 2011 р.)
- Ювілейний творчий вечір С. Острової – комплект із 2-х дисків (Київ, 2011 р.)
- Концерт духовної, вокально-хорової та органної музики (Київ, 2011 р.)
- Концерт органної, вокальної й скрипкової музики в Івано-Франківську (запис з телебачення «Галичина», 2011 р.)
- С. Острова «Вокальні й хорові твори у виконанні солістів та академічних хорів – 2 диски (2011-2012 рр.)
- С. Острова «Органні композиції та імпровізації» (звучать органи України), диск 1 (2012 р.)
- Різдвяний концерт 22 грудня 2011 р. (Київ, 2012 р., Лютеранська євангелічна церква св. Катерини)
- Фотовиставка В. Острового, концерт-реквієм пам’яті Небесної сотні 29 травня 2014р. (органна музика за участю вокала й сольних інструментів, Київ, 2015 р.).
- Йоганн Себастьян Бах і його творча династія (до 330-річчя з дня народження Й. С. Баха). Музика Й. С. Баха, Й. М. Баха, Й. Х. Баха, В. Ф. Баха, Ф. Е. Баха (органні композиції, вокальні та інструментальні твори, фрагменти з кантат і пасіонів, виконані на органах України. Київ, 2015 р.)
- Звучать органи Західної України: диск 1 – Івано-Франківськ, Стрий, Самбір (2015р.), диск 2 – Жовква, Чернівці, Мостиська, Львів (2016р)
- «Радій, Всесвіт!» – диски 1, 2 («Новорічно-різдвяні концерти», Київ, 2016 р.)
- С. Острова "Історичні органи України" — вісім органів: м. Самбір, Жовква, Стрий, Летичів, Луцьк, Івано-Франківськ, Черкаси, Львів (комплект з 2-х дисків, 2020 р.). Присвячується 50-річчю органної школи в Україні (фрагменти з концертів)
- Український Культурний Фонд. Фестиваль української органної музики, присвячений 50-й річниці органної школи України та 110-й річниці від дня народження її засновника А. Котляревського (худ. керівниця С. Острова, комплект з 2-х дисків, 2020 р.)
- Концерт-реквієм пам’яті Небесної сотні 29 травня 2014 р. (органна музика за участю вокала й сольних інструментів, Київ, 2014 р.)
- «Україна в розмаїтті музичних культур» — Чернівці, філармонія (2019 р.)

### Аудіодиски
- С. Острова «Музика для органа», диск 1 – звучать органи Києва ( Київ, 2007 р.);
- Великодній концерт в костелі св. Олександра (Київ, 2000 р.);
- записи органу малого залу НМАУ ім. П. І. Чайковського (Київ, 2007 р.);
- Концерт-реквієм пам’яті Небесної сотні 29 травня 2014 р. (органна музика за участю вокала й сольних інструментів, Київ).